# Gambach (Rohrbach)
Gambach ist ein Ortsteil der Gemeinde Rohrbach im oberbayerischen Landkreis Pfaffenhofen an der Ilm. Bis 1978 war er Sitz der gleichnamigen Gemeinde.

## Geographie
Das Kirchdorf Gambach liegt vier Kilometer westlich des Kernorts Rohrbach nahe der Bundesautobahn 9.

## Geschichte
1077 wird mit „Chuonrat de Gaginenpach“ ein Ortsadelsgeschlecht erwähnt, das schon im 12. Jahrhundert erlischt. Die katholische Filialkirche St. Laurentius ist im Kern spätromanisch (12./13. Jahrhundert). Sie wurde im 17. Jahrhundert umgestaltet. Die Kirche war ein Zufluchtsort, als am 1. September 1796 am Kastlberg ein Gefecht zwischen österreichischen und französischen Truppen stattfand. Die 1818 mit dem zweiten Gemeindeedikt begründete Landgemeinde Gambach wurde am 1. Januar 1978 im Zuge der Gebietsreform in Bayern in die Gemeinde Rohrbach eingemeindet. Bei einem Brand im Jahre 1994 in der Kirche in Gambach wurde die historische Mondsichelmadonna zerstört.